# Bible (TOKYO FM)
『Bible』（バイブル）は、TOKYO FMで放送されていた番組。世の中の話題や動きを、バイブルマンと呼ばれるアナウンサーが出演して紐解いていく。放送時間は『DIARY』の次番組で、16:30 - 16:55の25分。
放送開始は2007年10月。ENTERMAXで放送開始。この時代は16:00の時報後、パーソナリティ坂上みきが3つのニュースを読み上げ、その後CMを挟んでバイブルマンが登場。そのため、15:55に設置されていたTOKYO UPDATEがなくなって、トラフィックリポートが単独設置になった。
2008年4月、番組が『DIARY』になると曲から入るようになって、CMを挟んでバイブルに入る。そのため15:55にTOKYO UPDATEが再設置となった。
2008年10月、前番組『DIARY』の後に放送し、当番組が単独放送になった。メインの進行者をおかず、バイブルマンが直接登場する。
2009年春の改編で、枠ごと「WONDERFUL WORLD」に吸収されることに伴い終了した。
内包コーナーがそのまま情報番組として独立するのは、2010年秋に同じ形で独立した「TIME LINE」と似通っている。

## 進行
- 坂上みき　2007.10-2008.3 ENTERMAXパーソナリティ
- Chigusa　2008.4-2008.9　DIARYパーソナリティ

## バイブルマン
いずれもTOKYO FMアナウンサー
- 今井広海
- 柴田幸子
- 飛田厚史
- 村田睦
- 藤丸由華

のうち1人が取材・レポート。